# La Gomera

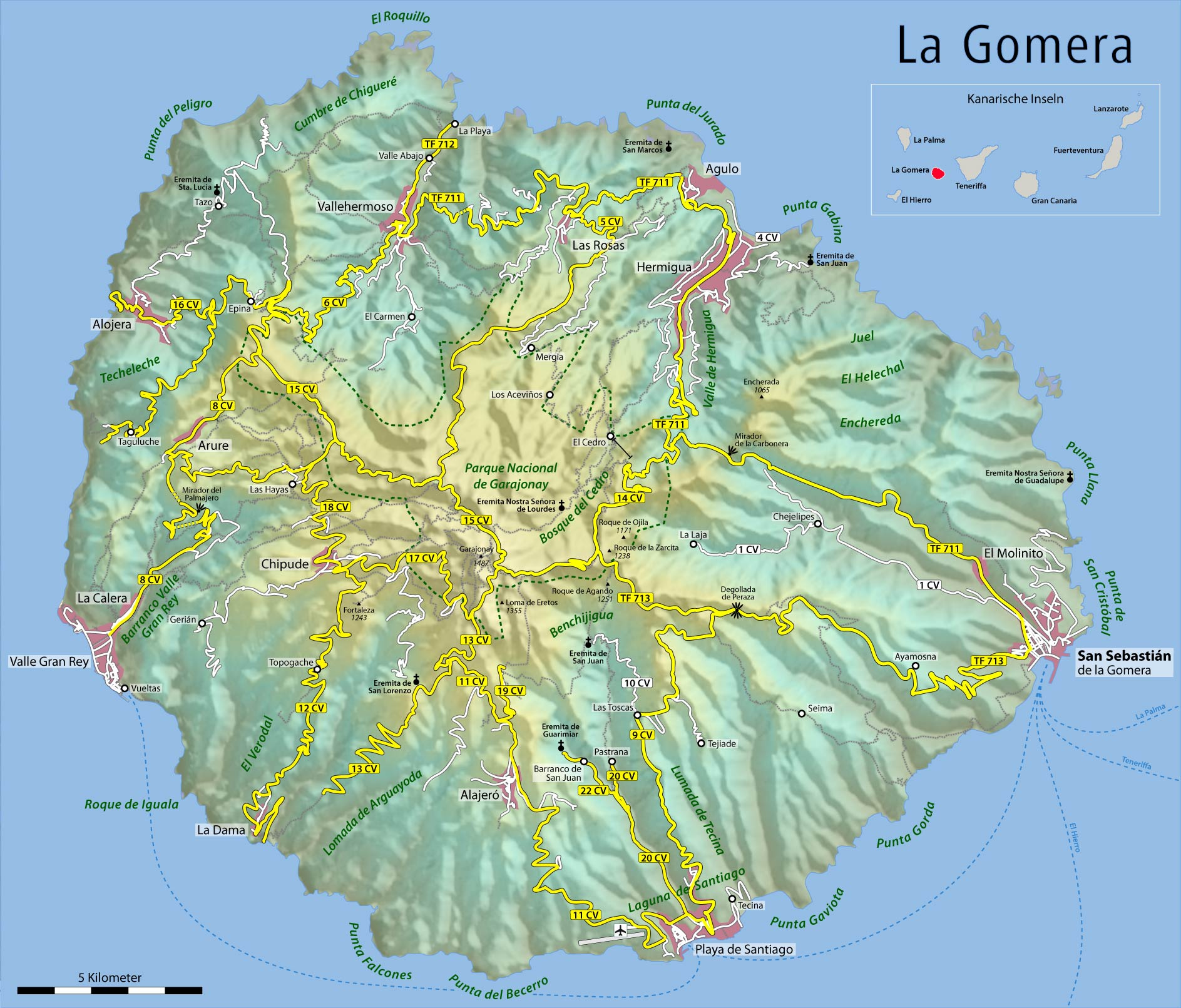

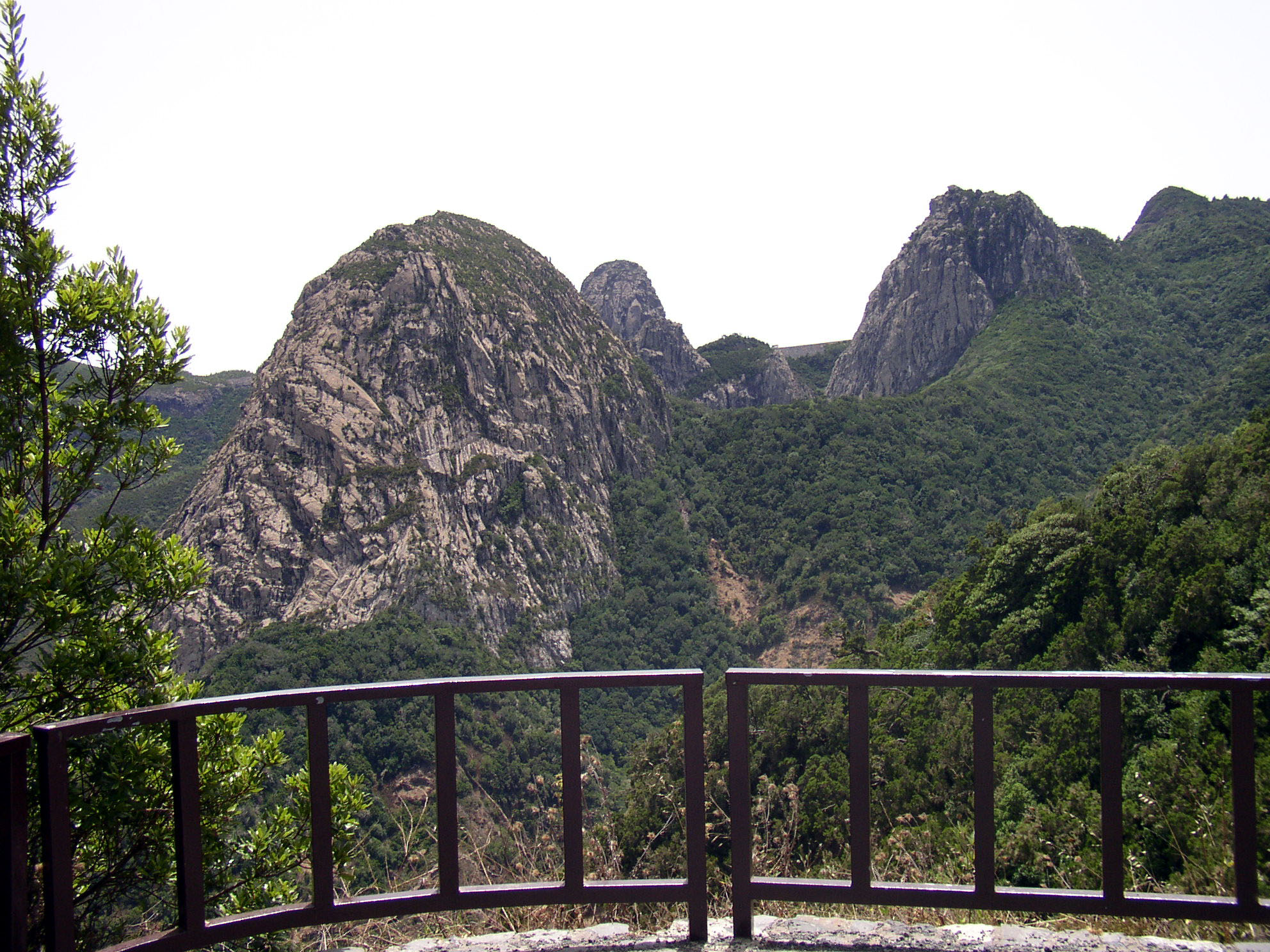
Núi ở trung tâm La Gomera

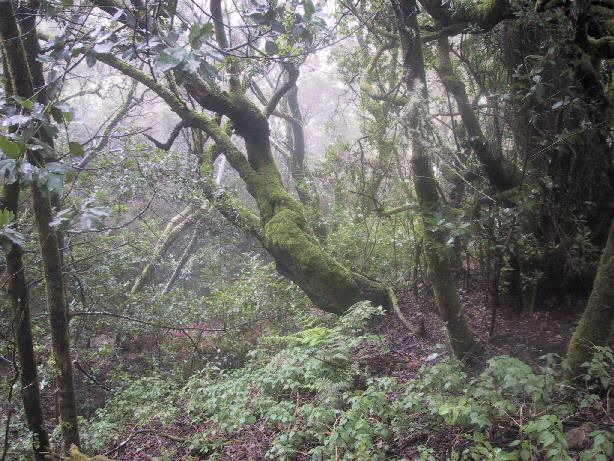
Laurisilva of Garajonay, ở La Gomera.

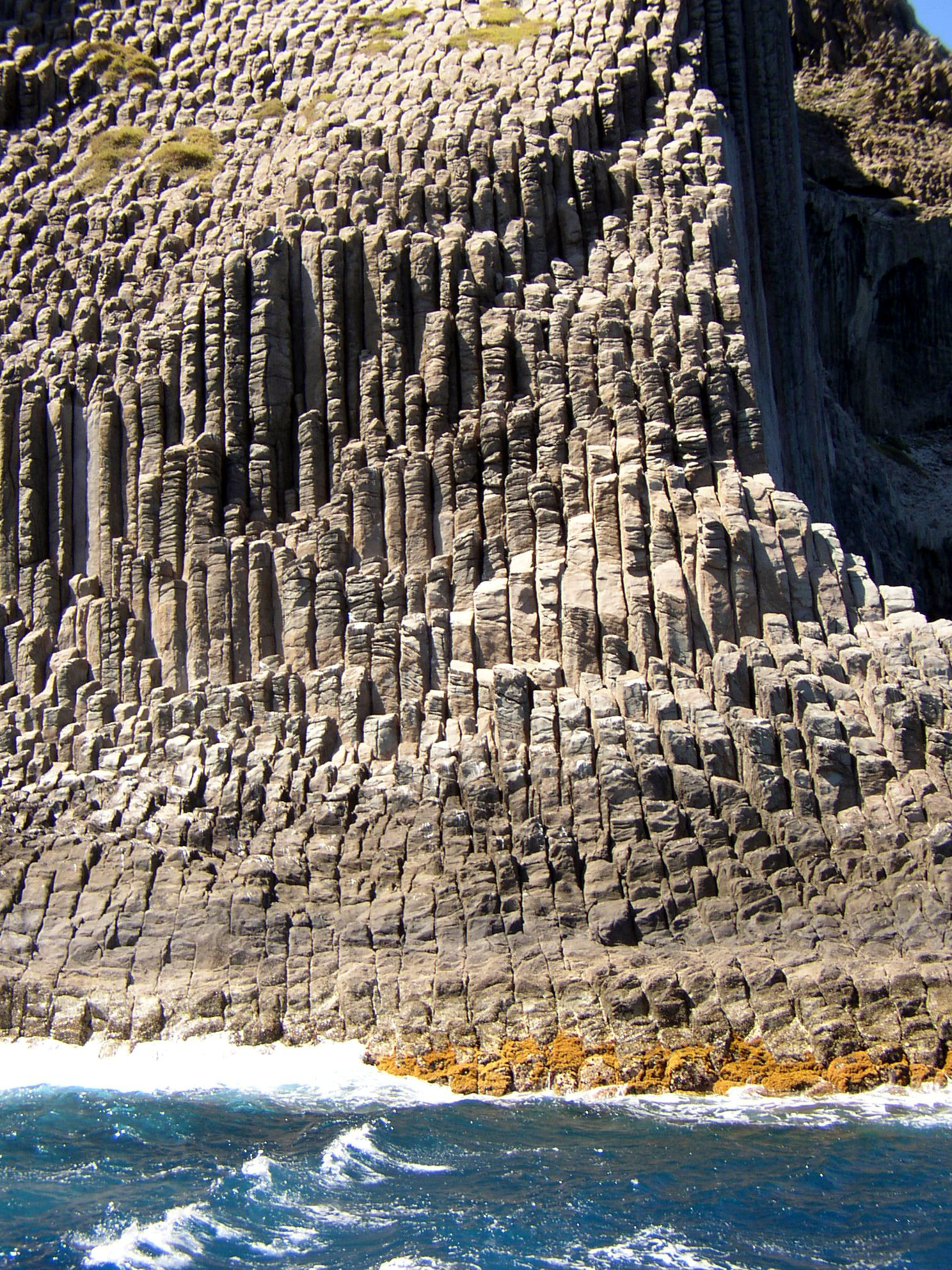
Los Organos, La Gomera.

La Gomera (phát âm [la ɣoˈmeɾa]) là một đảo thuộc quần đảo Canaria. Đảo có diện tích 369 km2, là đảo nhỏ thứ nhì trong 7 đảo chính của quần đảo. Đảo nằm ngoài khơi Tây Phi. Đảo này có nguồn gốc núi lửa và có hình gần như tròn, có đường kính khoảng 22 km (14 mi). Dân số năm 2010 là 22.776 người. Đỉnh núi cao nhất đảo là Garajonay với độ cao 1487 mét. Khu vực đỉnh núi và rừng rậm được bảo vệ trong vườn quốc gia Garajonay, một di sản thế giới UNESCO từ năm 1986. Cư dân đảo có cách truyền tin từ xa bằng cách huýt sáo. 

## Hành chính
La Gomera về hành chính thuộc tỉnh Santa Cruz de Tenerife. Nó được chia thành 6 khu tự quản.
- Agulo
- Alajeró
- San Sebastián de la Gomera
- Hermigua
- Valle Gran Rey
- Vallehermoso